# واق (طائر)
الواق أو العَجَّاج نوع من الطيور، تزيد على 12 نوعًا، وتنتمي إلى فصيلة البلشونيات. تعيش في المستنقعات، وتتواجد في كل قارات العالم ماعدا القارة القطبية الجنوبية والأجزاء الشمالية من آسيا وأمريكا الشمالية.

## الوصف
يعتبر الواق الأوروبي أكبر أنوع الواق ويبلغ طوله حوالي 75 سم، وأصغر أنواعه هو الواق الأقل بطول 30 سم. يمتلك الواق ريش أسود مُخضر في قمّة رأسه وفي المؤخرة. عنقه وأرجله طويلة إلى حد ما، ولكنها أقصر من طيور البلشون الأخرى. تمتلك طيور الواق منقار كبير حاد ودقيق. لون الأجزاء العليا من جسم الطائر أصفر برتقالي داكن، مع بقع سمراء مُحمرة وسوداء، ولون أجزائها السفلى أصفر برتقالي شاحب مع خطوط سمراء، وأرجلها خضراء مصفرة.

## السلوك والطبيعة
يعيش الواق بصورة عامة منفردًا عدا وقت التكاثر. ويبني عشه البسيط على الأرض، بين النباتات المائية الطويلة. وتضع أنثى الواق من ثلاث إلى خمس بيضات بنية اللون. ولكي يتغذى الواق يقف ساكنًا تمامًا في الماء الضحل، مرتقبًا الأسماك والضفادع والفئران والسحالي والحشرات. ويشير الطائر بمنقاره إلى الأعلى، عندما يريد أن يختفي، ويقف ساكنًا تمامًا. وتصعب مشاهدةُ الواق وسط القصب المائي بسبب ألوانه. ويتردد صياح الواق بانتظام رتيب عبر المستنقعات التي يعيش فيها. ويحدث الواق الأوروبي ضحيجًا مدويًا كالبوق المزعج البعيد، كما يتردد صياح الواق الأمريكي مثل المضخة الصدئة، أو مثل صوت الضرب بالمطرقة على الوتد. ويدعى الواق الأمريكي أحيانا بسبب صياحه "المضخة الصاخبة" أو "الوتد المطروق”.

## الأنواع
أشهر أنواع الواق:
| النوع                  | الجنس      | الإسم العلمي              | الموطن                                                                 | ملاحظات |
| ---------------------- | ---------- | ------------------------- | ---------------------------------------------------------------------- | ------- |
| الواق الأقل            | Ixobrychus | Ixobrychus exilis         | أمريكا الشمالية                                                        |         |
| الواق الصغير           | Ixobrychus | Ixobrychus minutus        | أفريقيا، أوروبا الجنوبية، أوروبا الوسطى، غرب آسيا، جنوب آسيا، أستراليا |         |
| الواق الأصفر           | Ixobrychus | Ixobrychus sinensis       | جنوب شرق آسيا                                                          |         |
| الواق ذو الظهر المخطط  | Ixobrychus | Ixobrychus involucris     | أمريكا الجنوبية                                                        |         |
| الواق القزم            | Ixobrychus | Ixobrychus sturmii        | أفريقيا                                                                |         |
| واق فون شرينك          | Ixobrychus | Ixobrychus eurhythmus     | جنوب شرق آسيا                                                          |         |
| الواق الكستنائي        | Ixobrychus | Ixobrychus cinnamomeus    | جنوب شرق آسيا                                                          |         |
| الواق الأسود           | Ixobrychus | Ixobrychus flavicollis    | جنوب شرق آسيا، أستراليا                                                |         |
| الواق النيوزلندي       | Ixobrychus | Ixobrychus novaezelandiae |                                                                        | منقرض   |
| الواق الأمريكي         | Botaurus   | Botaurus lentiginosa      | أمريكا الشمالية                                                        |         |
| الواق الأوراسي         | Botaurus   | Botaurus stellaris        | أوروبا، آسيا                                                           |         |
| الواق الأمريكي الجنوبي | Botaurus   | Botaurus pinnatus         | أمريكا الجنوبية، أمريكا الوسطى                                         |         |
| الواق الأسترالي        | Botaurus   | Botaurus poiciloptilus    | أستراليا                                                               |         |
|                        | Botaurus   | Botaurus hibbardi         |                                                                        | مستحاثة |
| الواق المتعرج          | Zebrilus   | Zebrilus undulatus        | أمريكا الجنوبية                                                        |         |